# Асалско езеро
Асалското езеро (на арабски: بحيرة عسل; на френски: Lac Assal) е солено кратерно езеро, разположено в централната част на Джибути, на 120 km западно от едноименната столица. То се намира в депресия, на 155 метра под морското равнище. Водосборният басейн на езерото е 900 km2, а площта му е 54 km2. Разположено е на 7 km широчина и 10 km дължина, при средна дълбочина 7,4 метра. Солеността на езерото е около 350‰, което го прави едно от най-солените езера в света.

## География
Езерото е разположено в централната част на Джибути в затворена депресия в северния край на Източноафриканската рифтова долина. Попадащо в пустинята Данакил, езерото е оградено от хълмове на запад. То се намира на 155 метра под морското равнище, което го прави най-ниската точка в цяла Африка. В езерото се разграничават две части. Сухата част, образувана от изпарение на езерните води, е бяло равнинно корито в северозападния край, което е осеяно със сол. Другата част е водоем с високо солно съдържание. Водосборният басейн на езерото е 900 km2
Асал има овална форма с дължина 19 km и максимална ширина 6,5 km. Счита се, че слоят кристализирана сол в сухата зона има дебелина над 60 m, като запасите му от сол се оценяват на около 300 милиона тона. Пълноводната част има средна дълбочина 7,4 m и максимална дълбочина 40 m.
Добиването на сол от афарските номадски племена спомага за установяването на древен керванен път. Той свързва езерото с планините на Етиопия, където солта се търгува за сорго, въглища и други стоки. Солта се търгува в южните части на Абисиния за кафе, слонова кост, мускус и дори роби (в исторически план). Тя е източник на богатство за местните племена. През последните години промишленият добив на сол се възражда с изграждането на пътна инфраструктура, свързваща залива Губет ел Хараб с Таджуренския залив. В днешно време пътят до езерото е асфалтиран. То се намира на около 120 km от град Джибути. Забелязано е, че нивото на водата постепенно се понижава.

## Климат
Разположено в горещата пустиня, летните температури около езерото могат да достигнат 52 - 60 °C от май до септември. Зимните температури от октомври до април достигат 34 °C, като по крайбрежието се наблюдават валежи. Част от климата са силните сухи горещи ветрове. Средномесечната температура амплитуда е около 6 °C. През лятото ветровете духат главно от две посоки – от югозапад и от северозапад (хамсини), а през зимата източните ветрове довеждат и дъжд. Средното количество годишни валежи през 1993 г. и 1997 г. е съответно 773 mm и 381 mm. Най-малко валежи са докладвани през 1996 г. – 23 mm.
Температурата на повърхността на водата може да достигне 33 – 34 °C. Когато вятърът е слаб, а изпарението малко, температурата на плитките води е по-висока в дълбочина, отколкото на повърхността. Цветът на водата може да се промени в рамките на едно денонощие. По пладне водите на езерото приемат изумруден цвят.

## Геология
Геоложката история на езерото първоначално е изучавана от френски геолози. Според тях, езерото първоначално съдържа сладка вода, намираща се върху 15-метрова мантия от варовик, мергел и каличе. Вкаменелостите по водното корито говорят за постепенно преобразуване в солено езеро. Под солените слоеве се намират слоеве с високо съдържание на гипс. Според една теория, езерото е било наводнено от морето. Според друга теория, морското равнище се е покачило до такава степен, че морската вода се е смесила с подводните води.
Геоложката среда около Асал включва вулканични базалтови образувания на възраст 1 – 3,4 млн. години. Южната част от езерото има пясъчни участъци, чиято ширина варира между 1 и 6 km. Във водосборния басейн почти няма обработваема земя.
Имайки предвид геоложката му еволюция, периферията на езерото в днешно време има кристални солни ивици и забележителен бял гипс, над който се отличават наслоени черни базалтови образувания.

## Флора и фауна
Растителността в района на езерото е представена само от разпръснати, ниски, трънливи храсти, с изключение на едно самотно палмово дърво близо до пътя. Езерната вода е богата на минерали, но единствените признаци на живот са изобилстващите бактерии. В областта на езерото могат да се видят антилопи, камили, птици, гущери и насекоми. Водна фауна няма.